# James Hadley Billington

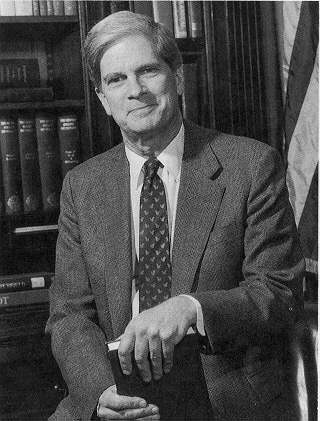
James Hadley Billington

James Hadley Billington, bekannt als James H. Billington (* 1. Juni 1929 in Bryn Mawr, Pennsylvania; † 20. November 2018 in Washington, D.C.), war ein US-amerikanischer Historiker und Bibliothekar. Von 1987 bis 2015 war er Direktor der Library of Congress. Er übernahm das Amt am 14. September 1987 und war der 13. Direktor seit der Gründung der Bibliothek im Jahr 1800. Am 30. September 2015 ging er im Alter von 86 Jahren in den Ruhestand.

## Leben
Billington wurde an einer Privatschule in der Region von Philadelphia erzogen. Er hielt die Abschiedsreden an der Lower Merion High School und an der Princeton University. Dort graduierte er 1950 mit Auszeichnung. Drei Jahre später promovierte er am Balliol College der Oxford University in England. Nachdem er in der United States Army gedient hatte, unterrichtete er zwischen 1957 und 1962 in Harvard Geschichte und zwischen 1964 und 1974 in Princeton Geschichte.

## Beruf
Billington war lange Zeit Mitglied des beratenden Gremiums für Auswärtiges und Theologie Heute und Mitglied des Gremiums für Auslandsstipendien (1971–1976; Vorsitzender: 1973–1975), das für den weltweiten akademischen Austausch unter dem Fulbright-Programm zuständig ist.
Zwischen 1973 und 1987 war Billington Direktor des Woodrow Wilson International Center für Gelehrte, des offiziellen nationalen Denkmals in Washington für den 28. amerikanischen Präsidenten. Als Direktor gründete er das Kennan Institute für fortgeschrittene Russlandstudien im Center und sieben weitere neue Programme, ebenso wie die Zeitschrift Wilson Quarterly.
Billington war Verfechter des American Memory National Digital Library Program (NDL), eines elektronischen Programmes, das 8,5 Millionen historische amerikanische Begriffe und Ereignisse aus der Sammlung der Kongressbibliothek und denen anderer Forschungsinstitute online zugänglich macht. Diese einzigartigen Materialien und die anderen Internet-Dienste der Bücherei wie THOMAS (eine Kongress-Datenquelle), der Online-Karten-Katalog, Ausstellungen, Informationen aus der US-Behörde für Copyright und eine Webseite für Kinder und Familie, die sich America’s Library nennt, wurden allein 2017 mehr als 2,6 Milliarden Mal aufgerufen.
Billington richtete die erste nationale Beratergruppe aus dem Privat-Sektor ein, den James-Madison-Rat, dessen Mitglieder das NDRL-Programm, viele andere weitreichende Programme der Bibliothek und Anschaffungen für die Sammlungen der Bücherei unterstützen. 2000, im Jahr des 200-jährigen Bestehens, machte der Vorsitzende des Madison-Rates, John Kluge, die größte Geldspende in der Geschichte der Bibliothek: 60 Millionen US-Dollar, um innerhalb der Bücherei das John W. Kluge Center einzurichten, einen Ort für fortgeschrittene Gelehrte, und einen Nobel-Preis für das Lebenswerk in Gesellschaftswissenschaften oder Sozialwissenschaften.
Billington war Autor von Mikhailovsky and Russian Populism (1956), The Icon and the Axe (1966), Fire in the Minds of Men (1980), Russia Transformed: Breakthrough to Hope, August 1991 (1992) and The Face of Russia (1998), dem Begleitbuch zur dreiteiligen Fernseh-Serie desselben Namens, die er schrieb und für den Public Broadcasting Service auch vertonte. The Icon and the Axe, Fire in the Minds of Men and The Face of Russia wurden in mehrere Sprachen übersetzt. Billington hat zehn Kongress-Delegationen nach Russland und in die frühere Sowjetunion begleitet. Im Juni 1988 begleitete er Präsident Ronald Reagan nach Moskau. Er war Gründer des Open World Program und Vorsitzender des Board of Trustees des Open World Leadership Center. Das Open World Program ist eine überparteiliche Initiative des US-Kongresses, die 6265 junge politische Führer aus Russland nach Amerika gebracht hat.
Billington hat 33 Ehrentitel verliehen bekommen, u. a. den Woodrow Wilson Award der Princeton University (1992), die UCLA Medal (1999) und die Puschkin-Medaille der International Association of the Teachers of Russian Language and Culture (2000). Zuletzt wurde er mit Ehrendoktorwürden der Staatlichen Universität Tiflis in Georgien (1999) und der Russischen Staatlichen Geisteswissenschaftlichen Universität in Moskau (2001) geehrt. Im November 2002 erhielt er einen Ehrendoktortitel in Oxford.
Billington war gewähltes auswärtiges Mitglied der Russischen Akademie der Wissenschaften (1999) und hat hochrangige Auszeichnungen in Frankreich, Italien, Deutschland, Brasilien, Korea und Kirgisistan erhalten. Er war im Gremium des John F. Kennedy Center für darstellende Künste und Mitglied der American Philosophical Society und der American Academy of Arts and Sciences.